# Elsa (Projekt)

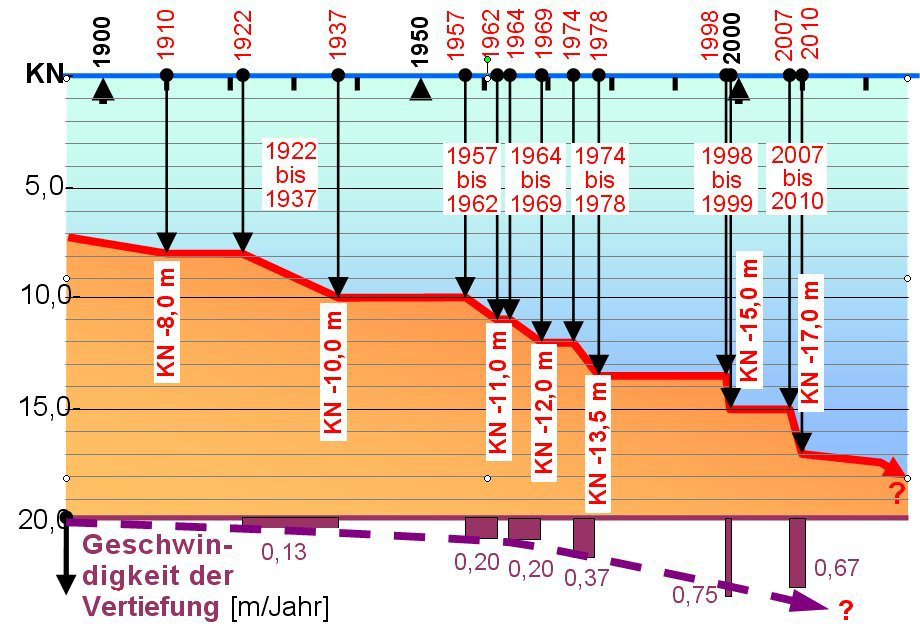
Die Zeitschiene der verschiedenen Elbvertiefungen

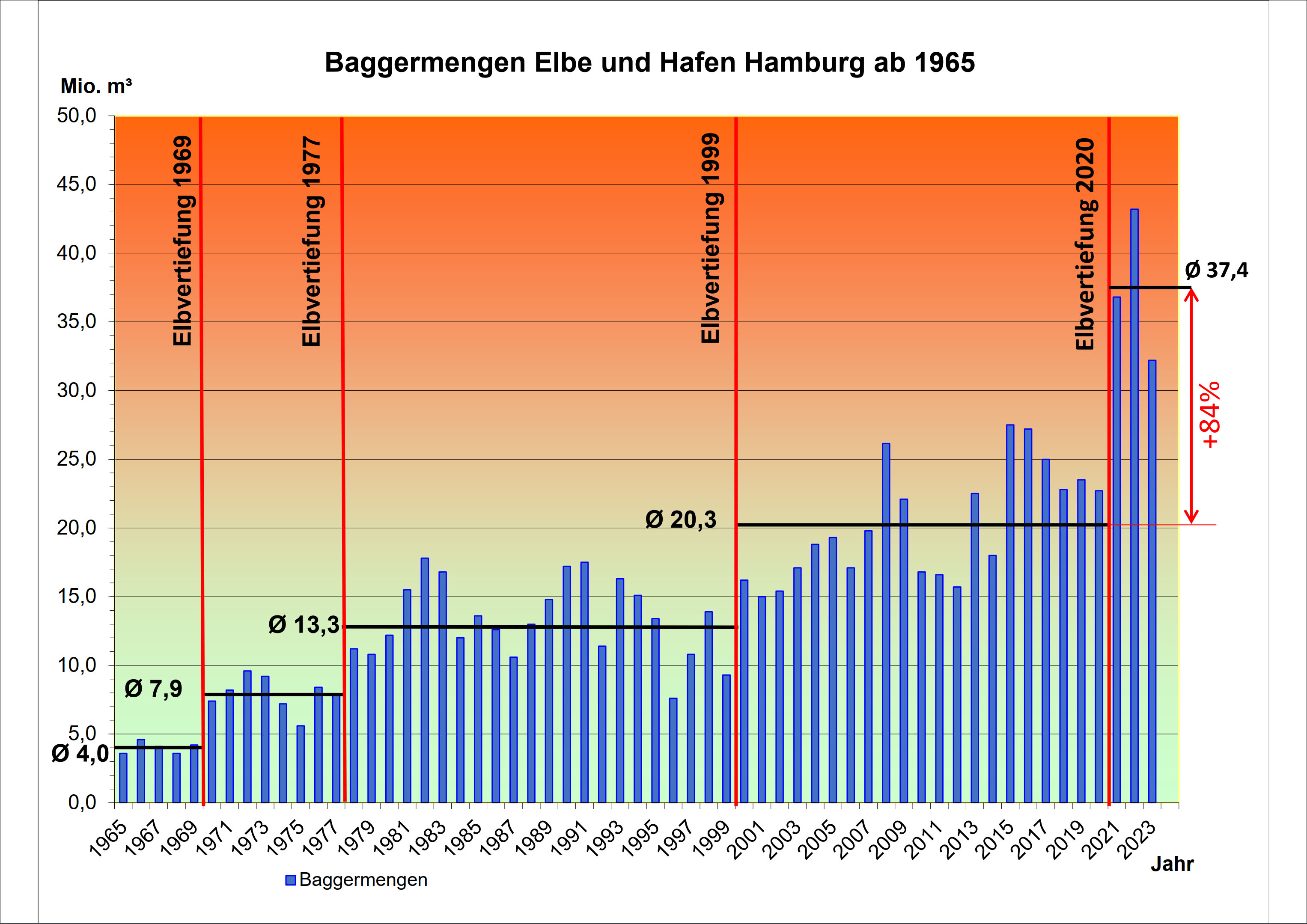
Unterhaltungsbaggerungen auf der Unterelbe

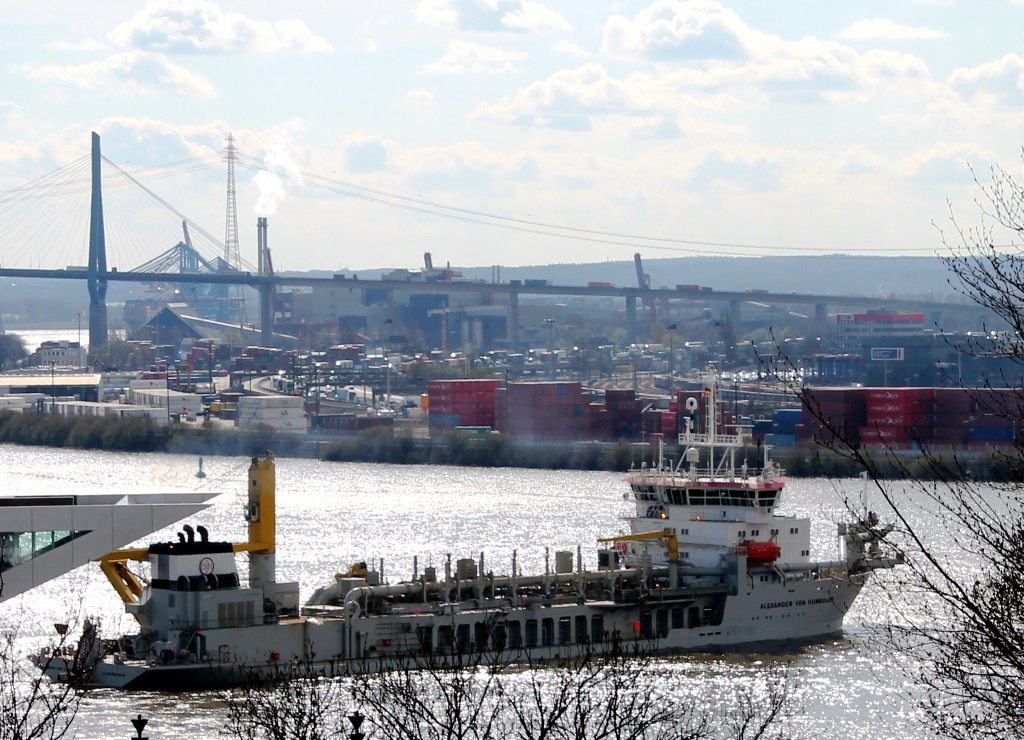
Saugbagger Alexander von Humboldt bei Baggerarbeiten im Hamburger Hafen

Das ELSA-Projekt („Schadstoffsanierung Elbsedimente“) ist ein Projekt der Behörde für Umwelt, Klima, Energie und Agrarwirtschaft in Hamburg. Es informiert über die Schadstoffsituation der Elbe und initiiert und begleitet Maßnahmen zu ihrer Verbesserung.

## Ziel des Projektes
Ziel des Projektes „ELSA“ ist es, Maßnahmen, die der Verbesserung der Schadstoffsituation der Elbe und insbesondere der Elbsedimente dienen, zu initiieren. Das ELSA-Projekt informiert außerdem über Ursachen und Folgen der Schadstoffbelastungen der Elbe, insbesondere im Hinblick auf die Schwebstoffe und Sedimente. Ein weiteres Ziel des Projektes ist es, Maßnahmen zur Verbesserung der Sediment- und Schadstoffsituation der Elbe und im Hafen Hamburg vorzuschlagen, fachlich zu begleiten und bei Bedarf finanziell zu unterstützen.

## Problem
Die von der Flut abgelagerten Sedimente auf dem Grund der Elbe und in den Hafenbecken sorgen dafür, dass die großen Kreuzfahrtschiffe, Massengutschiffe und Containerschiffe den Hafen nicht immer in der geplanten Zeit erreichen. Außerdem kam es vor, dass sie nicht an den dafür vorgesehenen Terminals anlegen konnten. Bei zu geringen Wassertiefen würden sie auf dem Grund aufsetzen. So konnte z. B. die Queen Mary 2 nicht am Liegeplatz der Hafencity anlegen und große Erzfrachter konnten am Terminal im Erzhafen Hansaport ihre Ladung wegen zu geringer Wassertiefe nicht immer abliefern. Die mit der Elbvertiefung jährlich ansteigende Menge an Sand und Schlick sind aus der Fahrrinne sowie den Hafenbecken zu baggern.
Die Hamburg Port Authority (HPA), ein Unternehmen der Stadt Hamburg, ist verantwortlich für ausreichende Wassertiefen im Hafen. Sie versucht mit gecharterten Saugbaggern das wachsende Problem zu beseitigen. Zum Großteil wird das Baggergut bei der Elbinsel Neßsand wieder in die Elbe verklappt, wodurch beim nächsten auflaufenden Wasser ein Schlickkreislauf entsteht.

## Hintergrund
Die Elbe ist ein großes, internationales Flussgebiet mit komplexen Nutzungsanforderungen. Sie ist geprägt durch gravierende historische Belastungen bei gleichzeitig hoher ökologischer Bedeutung weiter Teile.  Die bis heute andauernde Belastung der Elbe mit anorganischen und organischen Schadstoffen ist in erster Linie das Ergebnis jahrhundertelanger Bergbau- und Bergbaufolgeaktivitäten sowie jahrzehntelanger industrieller Verschmutzung. Die Quellen der Schadstoffbelastung verteilen sich auf das gesamte Flusseinzugsgebiet bis in die Tschechische Republik. Da ein Großteil der überwiegend historisch in das Flusssystem eingetragenen Schadstoffe nicht oder nur sehr langsam abbaubar sind, haben sich diese im Laufe der Zeit in bestimmten Flussbereichen akkumuliert.

### Bildung von Sedimentschichten
Ein bedeutsamer Anteil der Schadstoffe, der auf verschiedenen Wegen in das Flusssystem gelangt, verbindet sich im Gewässer mit Schwebstoffen. Sinken diese schadstoffbeladenen Schwebstoffpartikel zum Gewässergrund oder lagern sich in strömungsberuhigten Seitenstrukturen ab, bilden sich hier schadstoffbelastete feinkörnige Sedimentschichten aus. Im Hochwasserfall oder bei unsachgemäß durchgeführten wasserwirtschaftlichen Unterhaltungs- bzw. Sanierungsmaßnahmen werden diese Depots – zusammen mit den enthaltenen Schadstoffen – anteilig remobilisiert und unkontrolliert flussabwärts verfrachtet. Auf diese Weise gelangen über den Elbestrom erhebliche Schadstoffmengen in die Auen sowie in sonstige Seitenstrukturen, ins Elbeästuar und letztlich auch in die Nordsee.

### Absinken und Baggern der Schwebstoffe
Im Hamburger Hafen kommt es infolge des Tidegeschehens in den strömungsberuhigten Hafenbecken zum Absinken eines Großteils der aus den verschiedenen Elbe-Teileinzugsgebieten stammenden Schwebstoffe. Zur Erhaltung des seeschifftiefen Bereiches des Hafens müssen diese dann gebaggert werden. Überschreiten die Schadstoffgehalte die anzuwendenden Grenzwerte, müssen die Sedimente an Land behandelt (METHA-Anlage) und dort deponiert werden.
Die Belastungssituation der Elbe und ihrer Nebenflüsse konnte durch gezielte Sanierungs- und Umweltschutzmaßnahmen, wie dem Bau von Abwasserreinigungsanlagen und die Schließung bzw. Rückbau von Industrieanlagen vor allem ab Mitte der 1980er bis Ende der 1990er Jahre deutlich verbessert werden. Die Schadstoffgehalte vieler Parameter verringerten sich auf weniger als ein Zehntel ihrer einstigen Maximalwerte. Die ökologischen Altlasten-Sanierungsgroßprojekte im Gebiet der ehemaligen DDR haben hierzu einen wesentlichen Beitrag geleistet und leisten ihn bis heute.

### Geringe Verbesserung der Schadstoffsituation seit 2000
Allerdings ist festzustellen, dass sich verschiedene elbetypische Schadstoffe noch immer auf einem zu hohen, den Zustand und die Nutzung der Elbe beeinträchtigenden Niveau befinden. Das Erreichen der Ziele der europäischen Wasserrahmenrichtlinie (WRRL) sowie im Meeresbereich der Meeresstrategierahmen-Richtlinie (MSRL) wird dadurch maßgeblich erschwert. Seit den 2000er Jahren bis heute hat kaum eine weitere Verbesserung der Schadstoffsituation stattgefunden. Die verbliebene Schadstoffbelastung der Elbsedimente stellt immer noch eine erhebliche Herausforderung dar.

### Ganzheitliches Sedimentmanagement erforderlich
Aus diesen Gründen ist ein ganzheitliches Sedimentmanagement im gesamten Elbeeinzugsgebiet erforderlich und hat eine ausschlaggebende Bedeutung für die zur Sicherung der Seeschifffahrt unverzichtbare Umlagerung von Sedimenten im Gewässer. Hierzu gehören auch Maßnahmen zur Schadstoffreduzierung im oberstromigen Bereich der Elbe. Dabei ist die länderübergreifende sowie internationale, wasserwirtschaftliche Zusammenarbeit im Sinne einer Solidargemeinschaft mit dem konkreten Ziel der Schadstoffreduzierung hervorzuheben. Zukunftsweisend ist die gleichrangige Betrachtung aller relevanten Nutzungen entlang des gesamten Flusses und seiner Auen und Marschen, wie zum Beispiel die Fischwirtschaft, die Produktion landwirtschaftlicher Erzeugnisse (Futtermittel, Milch), des Meeresumweltschutzes sowie der wirtschaftlichen Hafenentwicklung und des Tourismus.

## Bedeutung der Sedimente
Sedimente stellen das Langzeitgedächtnis eines Flusses dar. Aus ihnen ist – gleichsam einem Geschichtsbuch – die Belastungshistorie der Teileinzugsgebiete abzulesen. Gleichzeitig sind Sedimente ein integraler Bestandteil der Flüsse von der Quelle bis hin zum Meer sowie der von Hochwasser beeinflussten ufernahen Strukturen (Auen sowie Marschen). Sie haben eine zentrale Funktion für die Gewässerökosysteme, ihre Dynamik, Produktivität und Biodiversität. Sedimente sind für viele aquatische Lebewesen Lebensraum sowie Ort der Nahrungsaufnahme und der Fortpflanzung. Hydromorphologische Merkmale, wie Gewässerdurchgängigkeit und Uferstruktur, beeinflussen maßgeblich den Sedimenthaushalt.